# Constantine Walter Benson
Constantine Walter Benson OBE (* 2. Februar 1909 in Trull, England; † 21. September 1982 in Cambridge, England) war ein britischer Ornithologe.

## Leben
Benson wurde am Eton College und am Magdalene College in England ausgebildet; an der Universität Cambridge gehörte er zu den besten Leichtathleten seines Jahrgangs. Anschließend wurde er Kolonialoffizier und verbrachte viele Jahre im afrikanischen Busch, um dort die Vogelwelt zu studieren. Mit der Zeit wurde er einer der kompetentesten Kenner der ostafrikanischen Avifauna, insbesondere der Komoren.  Zu seinen wissenschaftlichen Erstbeschreibungen und Entdeckungen zählen Ploceus ruweti (Ruwet-Weber), Hirundo megaensis (Weißschwanzschwalbe oder Benson-Schwalbe), Oreophilais robertsi (Robertsprinie), Nesillas aldabrana (Aldabraspötter), Otus mayottensis (Mayotte-Zwergohreule) und Otus pauliani (Komoren-Zwergohreule).  Dem Mohélispötter (Nesillas mariae) gab er seiner Frau zu Ehren den Beinamen Mrs. Benson's Brushwarbler.
Nach seinem Ausscheiden aus dem Offiziersdienst wurde er 1965 Officer of the Order of the British Empire (OBE).

## Werke
Neben seiner Mitarbeit an der Enzyklopädie Grzimeks Tierleben zählen zu seinen bekanntesten Werken A Check List of the Birds of Nyasaland (1953), Check List of the Birds of Northern Rhodesia (1957), The birds of the Comoro Islands (1960), A Contribution to the Ornithology of Zambia (1967) Birds of Zambia (1971) und The Birds of Malawi (1977).

## Dedikationsnamen
Nach Benson sind der Bensonrötel (Monticola sharpei bensoni) und der Sambiaspötter (Calamonastides bensoni) benannt.